# Уральская и Атырауская епархия
Ура́льская и Атыра́уская епа́рхия (каз. Орал және Атырау епархиясы) — епархия Казахстанского митрополичьего округа Русской Православной Церкви, объединяющая приходы и монастыри в пределах Атырауской, Западно-Казахстанской и Мангыстауской областей.
Епархиальный центр — город Уральск. Кафедральный собор — Михайло-Архангельский.
Управляющий епархией — епископ Вианор (Иванов).

## История
Исторически территория Приуралья длительное время относилась к юрисдикции Казанской, а затем — Оренбургской и Уральской епархиям.
Подавляющее большинство прихожан из числа яицких казаков держалось старого обряда на началах единоверия, к которому принадлежало на начало XX века более 80 храмов на территории епархии.
В регионе были сильны позиции других течений старообрядчества, в частности, часовенного согласия. Старейшими храмами епархии были соборная церковь Архангела Михаила, кирсановская церковь митрополита Алексия и Петропавловская церковь. Заложенная по благословению церковных властей Успенская была освящена беглыми попами и, будучи связана с Иргизскими монастырями, стала одним из центров беглопоповства. Однако после смерти беглого священника Василия (Соколова) часовня была перестроена в единоверческую церковь, что привело к разделению казаков на «церковных» и «часовенных».
Одной из причин усиления позиций беглопоповцев и беспоповцев в Войске была малочисленность православных и единоверческих церквей. Ситуацию постарался изменить к лучшему атаман Василий Покатилов, при котором были основаны в 1837 году Александро-Невский собор, а также единоверческие Предтеченская и Крестовоздвиженская церкви и ряд храмов в сельской местности.
Значительный вклад в преодоление раскола внёс атаман Аркадий Столыпин, при котором был присоединён Сергиевский скит, преобразованный в Николаевский единоверческий мужской монастырь, и учреждены т. н. «благословенные» церкви в Илецке и Уральске, к которым присоединилась значительная часть бывших прихожан Успенской часовни.
7 ноября 1908 года было учреждено Уральское викариатство Самарской епархии, которое с 5 октября 1916 года стало самостоятельной епархией во главе с епископом Тихоном (Оболенским).
В 1920-х годах часть храмов была подчинена обновленцам, действовала обновленческая епархия.
В 1930-х годах большинство единоверческих и православных храмов были закрыты, часть духовенства репрессирована.
Большая часть верующих за пределами областного центра совершали богослужение мирским чином в молельных домах единоверцев и старообрядцев других согласий вплоть до начала 90-х годов. Мирским чином совершались заупокойные богослужения, погребения покойников, таинство крещения, моления в дни чтимых религиозных праздников.
Единственным храмом, действовавшим после хрущёвских гонений, была Спасо-Преображенская церковь на старом городском кладбище. Среди её клириков известны священнослужители — митрофорный протоиерей Леонид Малов, протоиереи Владимир Рожков, Михаил Серебряков, Николай Котов, Николай Савельев, Владимир Корчажников, митрофорный протоиерей Леонид Лемачко и другие.
Церковь сохранила нетронутым свое убранство, элементы которого характерны для старообрядческих храмов. Богослужения в храме неоднократно совершали Алма-Атинские епископы Ириней и Евсевий.
Инициатива открытия старейшей церкви города — Старого Собора была проявлена в 1988 году со стороны уральского протоиерея Владмира (Корчажникова) и будущего настоятеля собора Павла Чечина. В 1989 году храм был передан верующим.
В июле 1990 года получено удостоверение о передаче сельского храма Вознесения Господня в украинском поселении Покатиловке на зауральной стороне[значимость факта?].
В ноябре того же года после длительного противостояния удалось добиться возвращения Золотой церкви. Далее создаются сельские приходы в Дарьинске, Чапаеве, приход в г. Аксае.
30 января 1991 года епархия была восстановлена с наименованием Уральская и Гурьевская и включала в себя территории Актюбинской, Атырауской, Западно-Казахстанской, Кустанайской и Мангыстауской областей Казахстана.
В 1994-м возобновляются общины Никольского храма и Покровского монастыря. В 1997-м Никольский храм был передан, а в 1998-м освящен. В следующем году построена деревянная церковь женского монастыря.
Главным инициатором возрождения православных приходов Уральска стал меценат Валерий Сурков, выходец из старинного купеческого рода, руководивший восстановлением храма Христа Спасителя и инициировавший возрождение других храмов. По его инициативе была открыта также воскресная школа при храме Христа Спасителя, возобновлённая митрополитом Александром по просьбе Клавдии Сурковой, ставшей продолжательницей дела своего сына.
В середине 2000-х годов начался период возрождения храмов в сельской местности. С 2002 по 2004 обустраивается церковь Аксая.
В 2003 регистрируется община посёлка Круглоозёрного, получившая участок земли, на котором располагалась разрушенная в советское время единоверческая Благовещенская церковь.
В 2005 году архимандритом Анастасием (Остапчуком) на день перенесения мощей Святителя Николая 22 мая была заложена Успенская церковь в поселке Большой Чаган Кушумского сельского округа на месте дореволюционной единоверческой церкви. Строительство началось по попечению предпринимателя И. А. Николаева при активной поддержке православных активистов.
В 2006 году зарегистрирована община пос. Серебряково под руководством ветерана МВД Г. И. Фильчева и Т. Д. Кортуновой, восстановившая историческое здание единоверческой церкви Св. Николы.
В районном центре Фёдоровка, имеющем значительный процент украинского населения, освящен храм во имя пророка Илии под настоятельством иерея Виталия (Шкуры).
Фондом Евразийских ученых проведены работы по консервации православной Рождественской церкви в Коловертном и единоверческого храма в пос. Мергенево.
Неоднократно при поддержке общественности предпринимались неудачные попытки восстановить единоверческую Предотеченскую церковь.
В следующее десятилетие освящена Рождественско-Богородицкая церковь в посёлке Перемётном, построенная на средства предпринимателя Виталия Каркулы.
По инициативе протоиерея Владимира Корчажникова построен храм в пос. Круглоозёрном на месте исторической Благовещенской единоверческой церкви.
С началом патриаршества Кирилла по инициативе митрополита Астанайского Александра развёрнуто строительство новых воскресных школ.
6 октября 2010 года из состава Уральской епархии была выделена Костанайская область, вошедшая в новоучрёжденную Костанайскую епархию.
4 октября 2012 года титул епархии был изменён на Уральскую и Актюбинскую.
В 2017 году завершено строительство храма в районном центре Перемётное и епархии были переданы постройки бывшего Свято-Никольского мужского монастыря в Кумыске, где начались реставрационные работы.
В 2021 году передана верующим Православная Рождественская церковь в Коловертном, законсервированное здание с большим количеством росписей удовлетворительной сохранности, памятник архитектуры.
24 марта 2022 года территорию Актюбинской области передали новой Актюбинской и Кызылординской епархии, а также изменили титул управляющего епархии на «Уральский и Атырауский».

## Названия
- Уральская (викарная) (c 1908)
- Уральская и Николаевская (c 1916)
- Уральская и Покровская (1926—1933)
- Уральская и Гурьевская (1991—2012)
- Уральская и Актюбинская (4 октября 2012 — 24 марта 2022)
- Уральская и Атырауская (с 24 марта 2022)

## Епископы
- 7 ноября 1908 — 8 мая 1926 — Тихон (Оболенский)
- 1923 — Петр (Соколов) в/у, епископ Вольский
- 1926 — Павел (Флеринский) в/у
- май 1926 — 27 февраля 1929 — Павел (Павловский)
- 12 марта 1929 — 26 августа 1930 — Иоанн (Братолюбов)
- 26 августа 1930 — 17 августа 1931 — Памфил (Лясковский)
- 10 октября 1931 — 9 января 1933 — Модест (Никитин)
- 30 января 1991 — 27 мая 2022 — Антоний (Москаленко)
- 27 мая 2022 — 21 сентября 2023 — Александр (Могилёв) в/у, митрополит Астанайский и Казахстанский
- с 21 сентября 2023 — Вианор (Иванов)

## Новомученики Уральские
В Уральске проживало большое количество репрессированного коммунистами духовенства.
В ссылке в Гурьеве, а затем в Уральске находился священномученик епископ Серафим (Звездинский)
В тюрьме Уральска более года находился с 30 марта 1930 года священномученик Вениамин (Воскресенский). Скончался 5 октября 1932 года от последствий длительной болезни.
Уроженцем Уральска является епископ Иаков (Маскаев), погибший в годы сталинских репрессий.
Одним из правящих архиереев Уральской епархией был репрессированный впоследствии архиепископ Иоанн (Братолюбов).
Была подвергнута репрессиям значительная часть местного духовенства.

## Благочиния

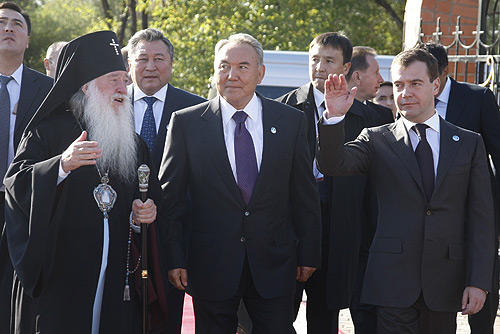
Архиепископ Антоний (Москаленко) Дмитрий Медведев и президент Казахстана Нурсултан Назарбаев

Епархия разделена на 2 церковных округа (По состоянию на октябрь 2022 года):
- Уральское благочиние
- Приуральное благочиние

## Монастыри
- Покровский женский монастырь в Уральске был основан в 1881 году как община, преобразованная в 1890 году в единоверческий женский монастырь. После 1917 года обитель была закрыта, а возобновлена — в 1994 году трудами первой настоятельницы монахини Михаилы (Бутаковой). Имеет двухпрестольный храм во имя Покрова Божией Матери (верхний) и св. праведной Матроны (нижний), а также храм во имя явления Феодоровской иконы Божией Матери. Настоятельница — монахиня Варвара (Морозова).
- Архиерейское подворье в бывшем Свято-Никольском мужском единоверческом монастыре. Имеет двухпрестольный храм 1895 г. постройки. Верхний во  имя Святой Троицы, нижний во имя Рождества Пресвятой Богородицы. Настоятель — протоиерей Александр (Пушин). Передано в 2016 году.

## Учебные заведения
- 10 воскресных школ

## Храмы, не переданные верующим
Главной проблемой, стоящей перед Уральской епархией, является реставрация многочисленных церковных строений на территории Западно-Казахстанской области.
На территории епархии находятся следующие культовые сооружения, подлежащие передаче Русской православной церкви:
- Единоверческая церковь Святого Иоанна Предтечи (1837—1849) на территории АО Уральский завод «Зенит». Закрыта в 1929 году. Используется под склад. В 2005 году после перехода части верующих из общины старообрядцев беглопоповцев в Русскую православную церковь была создана инициативная группа по восстановлению единоверческого прихода в Уральске. В 2010 году зарегистрирована община верующих. Многократные переговоры с представителями завода не дали результата.
- Единоверческая Свято-Троицкая церковь в посёлке Трёкино, перестроенной в советское время под клуб, но сохранившей элементы храмового убранства (амвон и солея).
- Единоверческий храм во имя Александра Невского в посёлке Малый Чаган, частично разрушенный, с сохранившимися фресками евангелистов.
- Единоверческий храм апостолов Петра и Павла в посёлке Скворкино, используемый под зернохранилище; колокольня разобрана, здание перестроено, сохранились остатки росписей.
- Единоверческий храм Марии Магдалины в посёлке Мергенево.
- Остатки единоверческой церкви во имя Смоленской иконы Божией Матери в посёлке Котельном. Сохранялось убранство церкви до 1990-х годов, но при обсуждении вопроса её передачи верующим был совершен поджог.

С начала 2000-х годов предпринимались попытки восстановления ряда этих сооружений.